# Rudi Vata
Rudi Vata (* 13. Februar 1970 in Shkodra) ist ein ehemaliger albanischer Fußballspieler.

## Sportliche Laufbahn

### Vereinskarriere
In Deutschland wurde Vata bekannt, als er 2000 mit Energie Cottbus in die 1. Bundesliga aufstieg. Zuvor war er u. a. bereits bei Celtic Glasgow tätig.
In der Spielzeit 2000/01 war er mit 30 Einsätzen eine feste Größe in der Energie-Abwehr. Nachdem er fast die ganze Hinrunde der Saison 2001/02 verletzt ausgefallen war, wechselte er zur Winterpause in die 2. Liga zu LR Ahlen.
2002 wechselte er von Ahlen zurück in seine Heimat zu SK Tirana, anschließend spielte er in Tokio in der 2. japanischen Liga. Trainer dort war Pierre Littbarski. Nach einer Saison in Japan ließ er seine Karriere ausklingen.

### Auswahleinsätze
Für die albanische Nationalmannschaft bestritt Vata 59 Länderspiele, in denen er fünf Tore schoss. Für einige Zeit machte ihn dies zum albanischen Rekordnationalspieler. Zum Jahreswechsel 2024/205 lag er in dieser Rangliste auf dem 18. Platz.

## Weiterer Werdegang
Nach Karriereende hat er sowohl eine Trainer- als auch eine Beraterlizenz erworben. Derzeit arbeitet er als Spielerberater.

## Erfolge
- Albanischer Fußballer des Jahres: 1999, 2000
- Aufstieg mit Energie Cottbus in die 1. Bundesliga 2000
- Schottischer Pokalsieger: 1995
- Albanischer Meister: 1990, 2003